# نقره(I) اکسید
نقره(I)اکسید یک ماده شیمیایی با فرمول شیمیای